# Svinutec tenký
Svinutec štíhlý (Anisus vorticulus) je druh drobného sladkovodního plže z čeledi okružákovitých. Tito plži žijí pod vodou, ale dýchají vzduch.

## Rozšíření
Je to západopalearktický druh. Na Slovensku je kriticky ohrožený.

## Biotop
Tyto malí plži žijí v jezírkách se stojatou vodou a v mrtvých ramenech řek. Tyto biotopy jsou však ohrožovány sedimentací a sukcesí.
V ČR tento druh žije zejména na území s hojným výskytem rostliny okřehek trojbrázdý (Lemna trisulca). Vyhovuje mu voda bez kalnosti s pH od 7 do 7,5, s vápníkem od 40 do 400 mg/l a s elektrickou vodivostí od 200 do 1100 mS/m.